# Lijst van skigebieden in Noorwegen
Hieronder volgt een lijst van skigebieden in Noorwegen gerangschikt op alfabet:

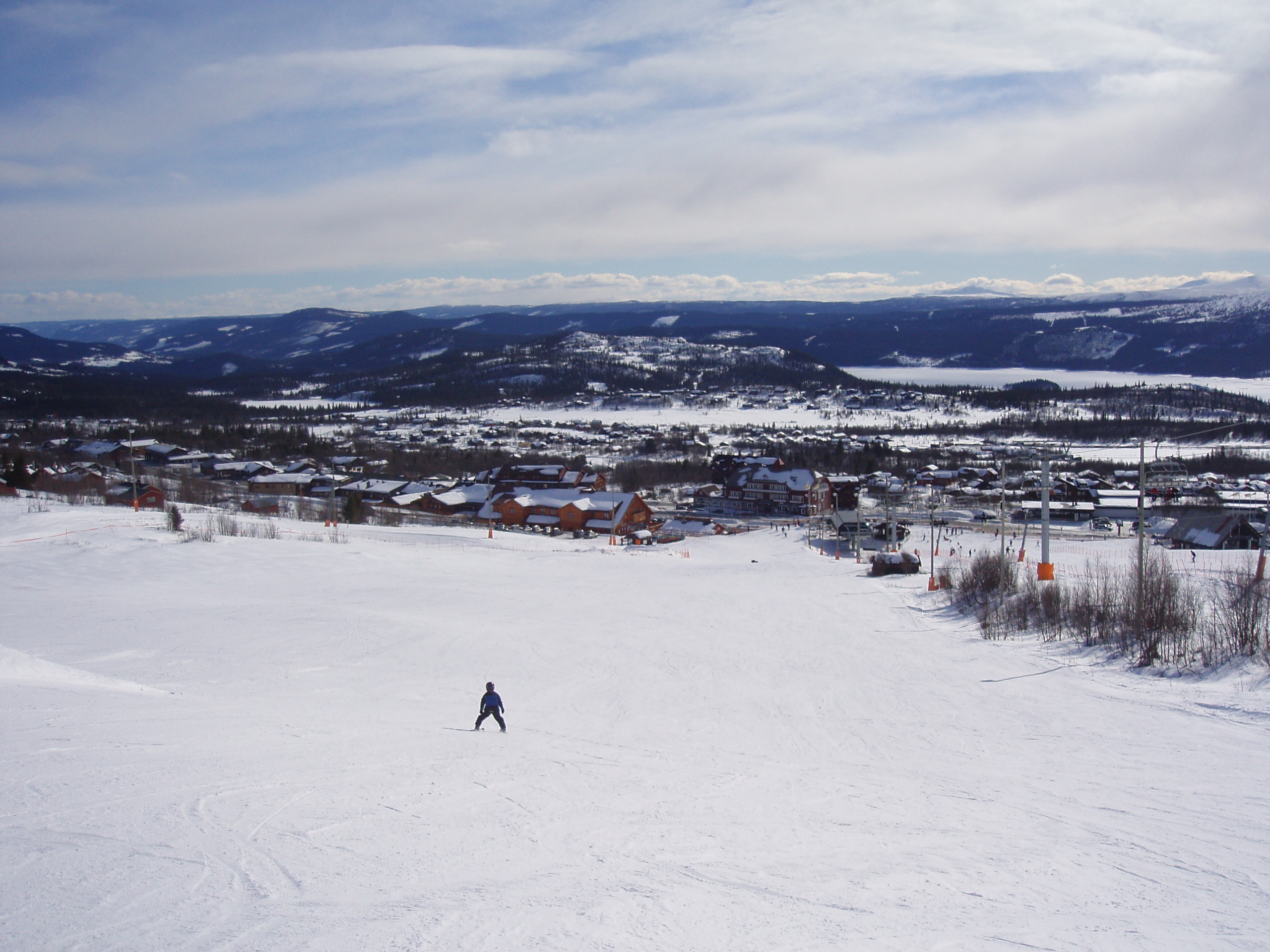
Beitostølen

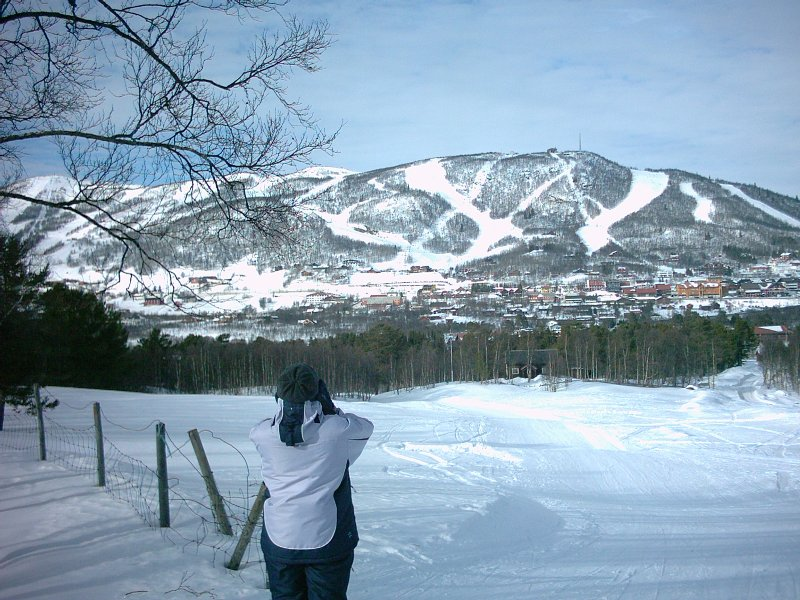
Geilo

Hemsedal

- Beitostølen
- Bjorli
- Bjørnestad
- Dombås
- Drangedal
- Gålå
- Gaustablikk
- Geilo
- Hafjell in Øyer, bij Lillehammer
- Haukeligrend
- Hemsedal
- Hovden (Setesdal)
- Jondal
- Kongsberg
- Kviteseid
- Kvitfjell
- Narvik
- Norefjell
- Oppdal
- Rauland
- Sjusjøen
- Skeikampen
- Stryn
- Tromsø
- Trysil
- Tryvann in Oslo
- Voss
- Vrådal